# Gressoney-Saint-Jean
Gressoney-Saint-Jean (walser nyelven Greschòney Zer Chilchu; frankoprovanszálul Gressonèy-Sèn-Dzan; németül Kressnau Sankt Johann) egy község Olaszországban, Valle d’Aosta régióban.

## Elhelyezkedése

Gressoney-Saint-Jean község Valle d'Aosta térképén

A Valle del Lys völgyben található, a Monte Rosa hegy lábainál.

## Nyelv
Gressoney-Saint-Jean egy német nyelvű község, amely a walser közösséghez tartozik. A lakosság által beszélt nyelv egy német dialektus, a titsch.

## Turizmus
Gressoney-Saint-Jean alpesi üdülőhely, elsősorban a téli sportok rajongói körében.Számos sífelvonóval és pályával rendelkezik.

## Galéria

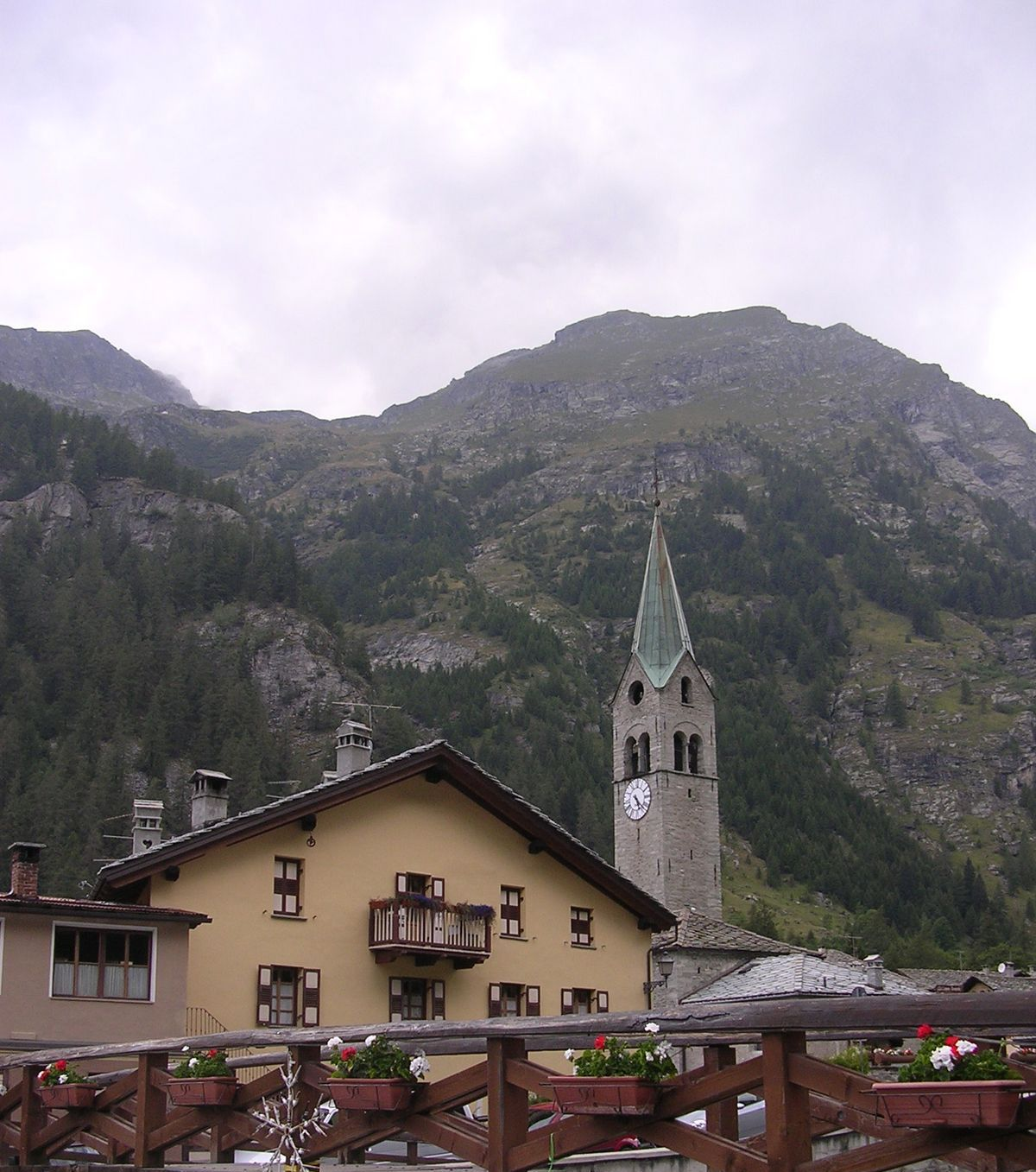
San Giovanni Battista/Keresztelő Szent János templom
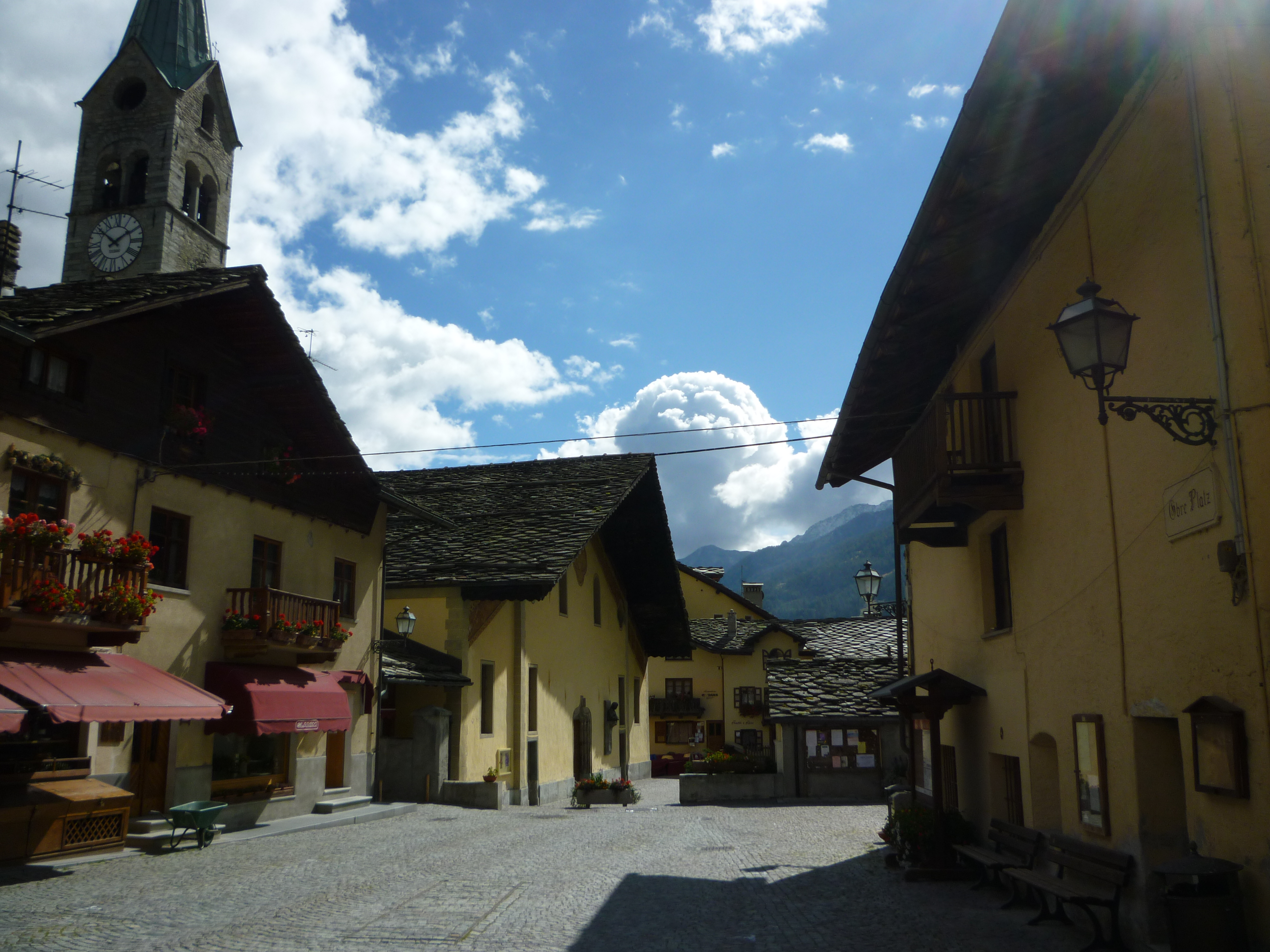
Obre Platz, a főtér
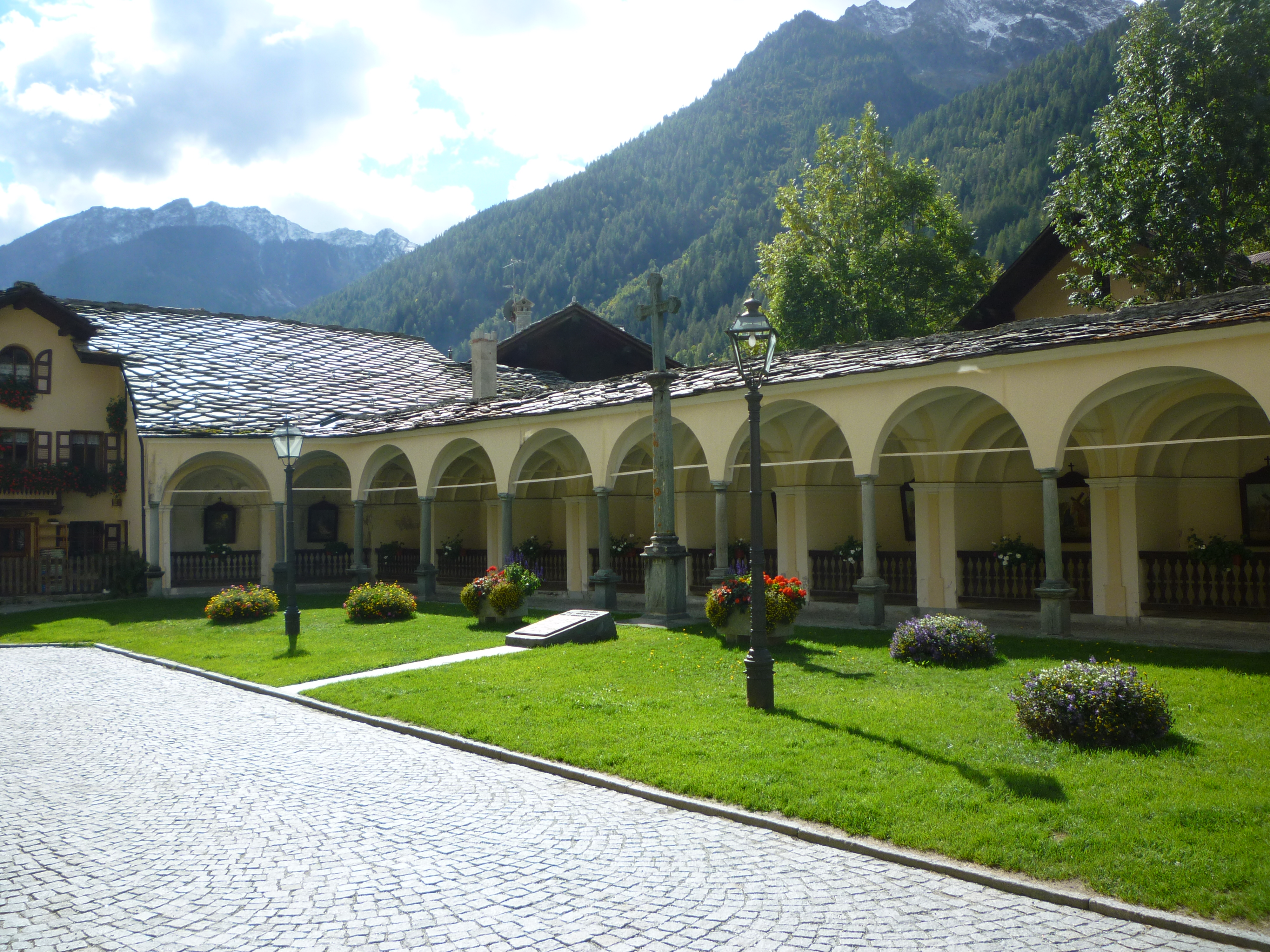
A templom a főtéren
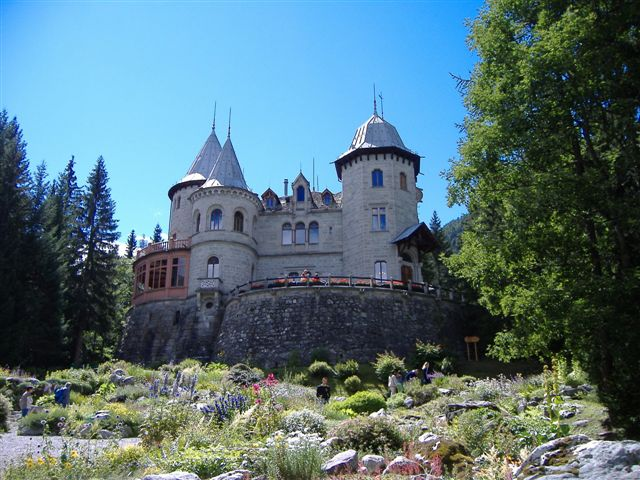
Savoyai-kastély
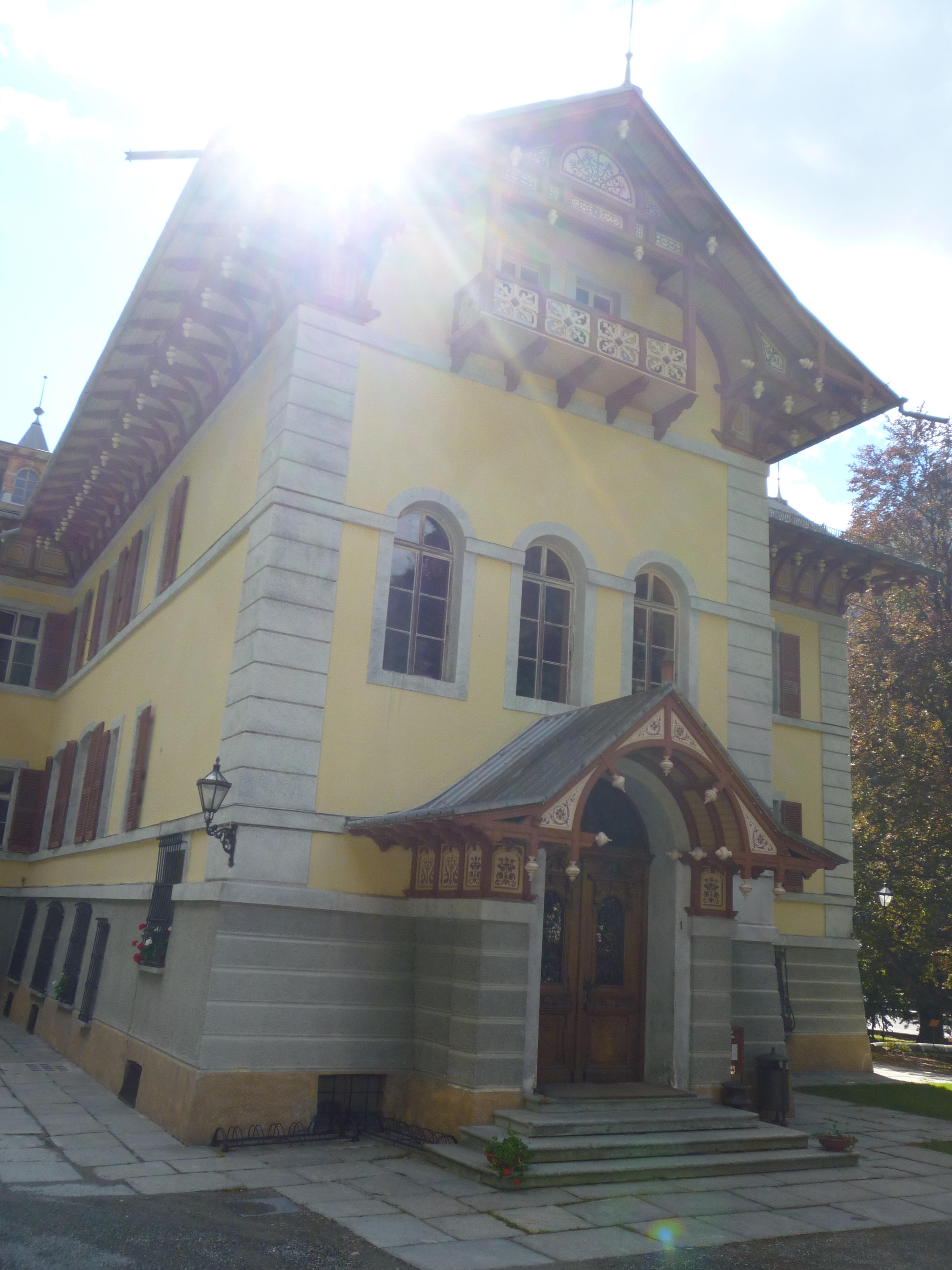
A Villa Margherita, Gressoney-Saint-Jean városházája
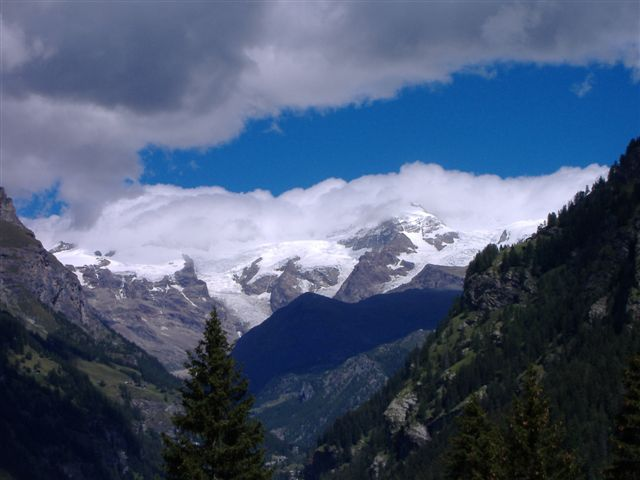
A Monte Rosa
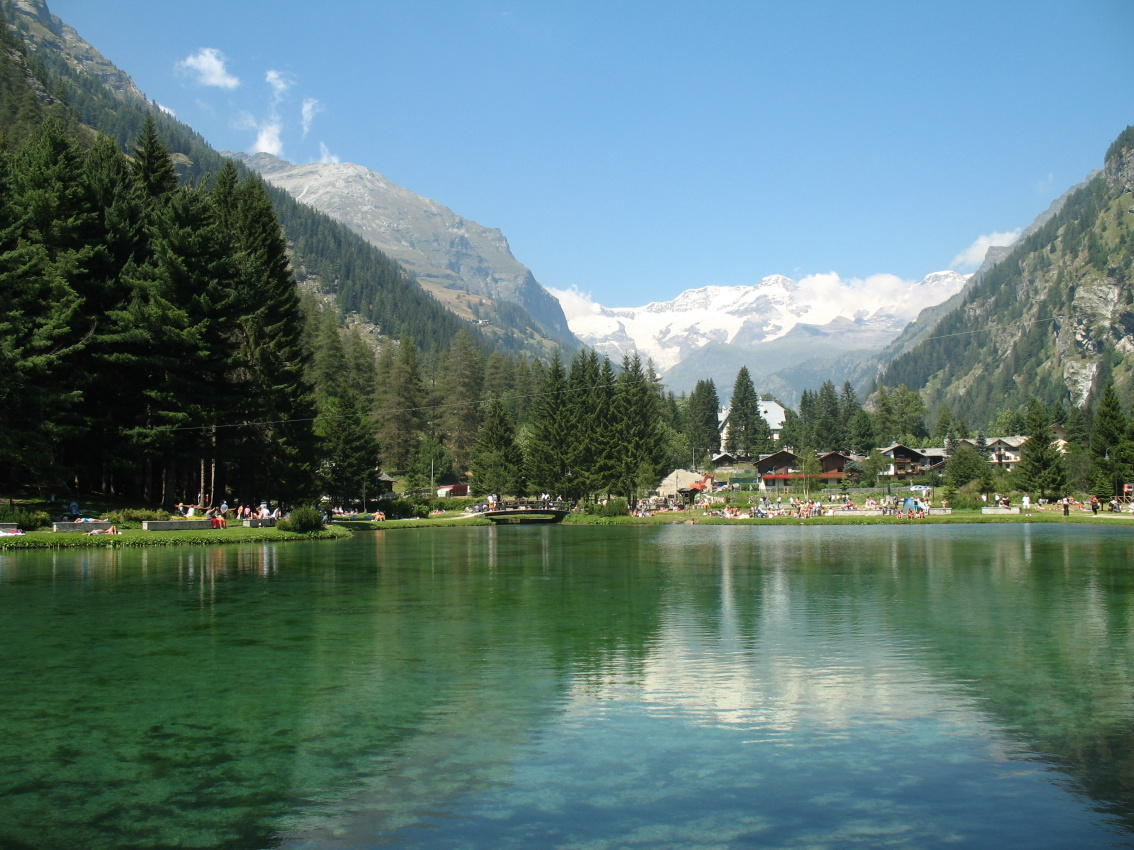
A Gover-tó (németülGoversee)
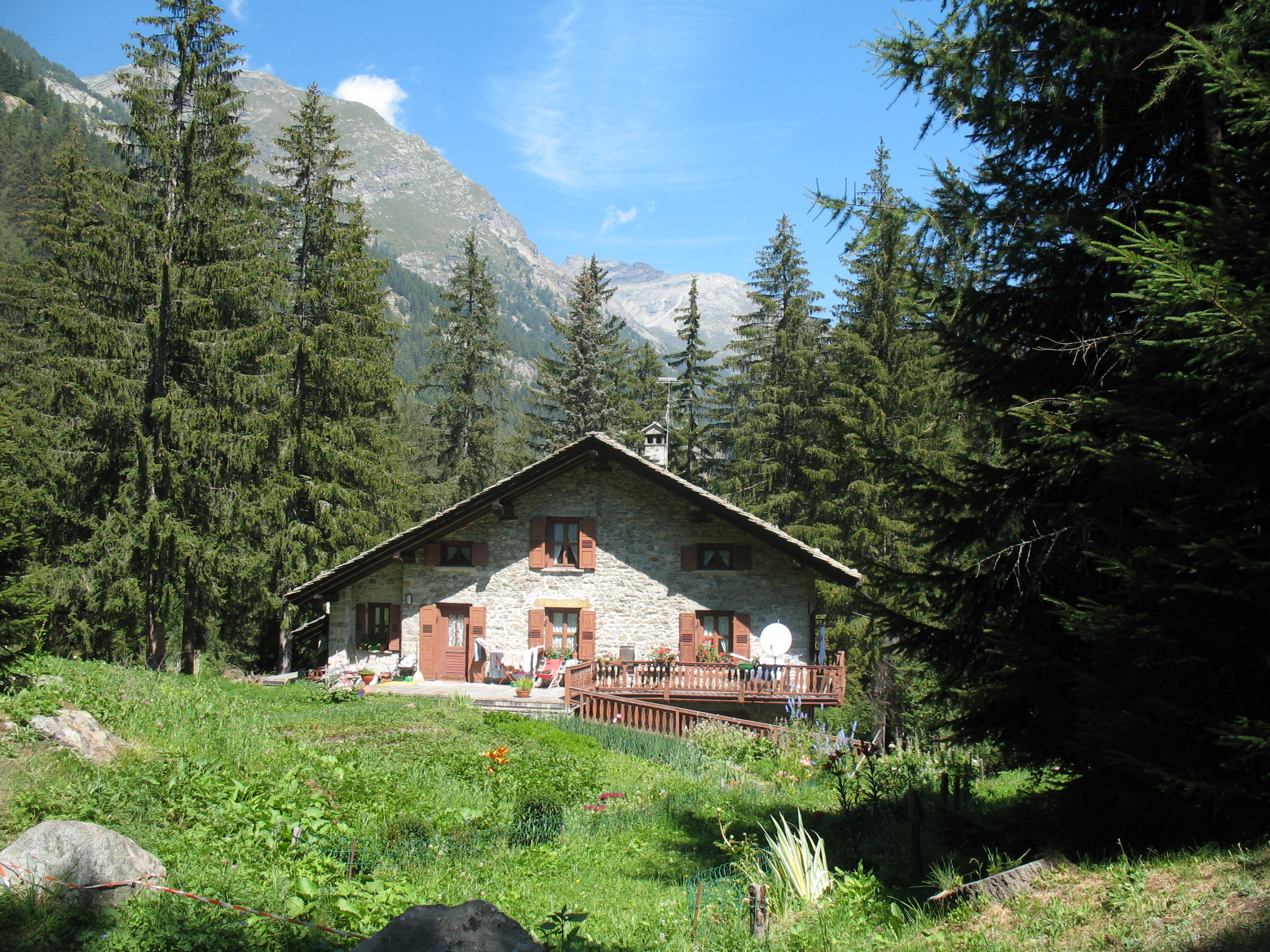
Egy jellegzetes walser lakóház, azazstadel
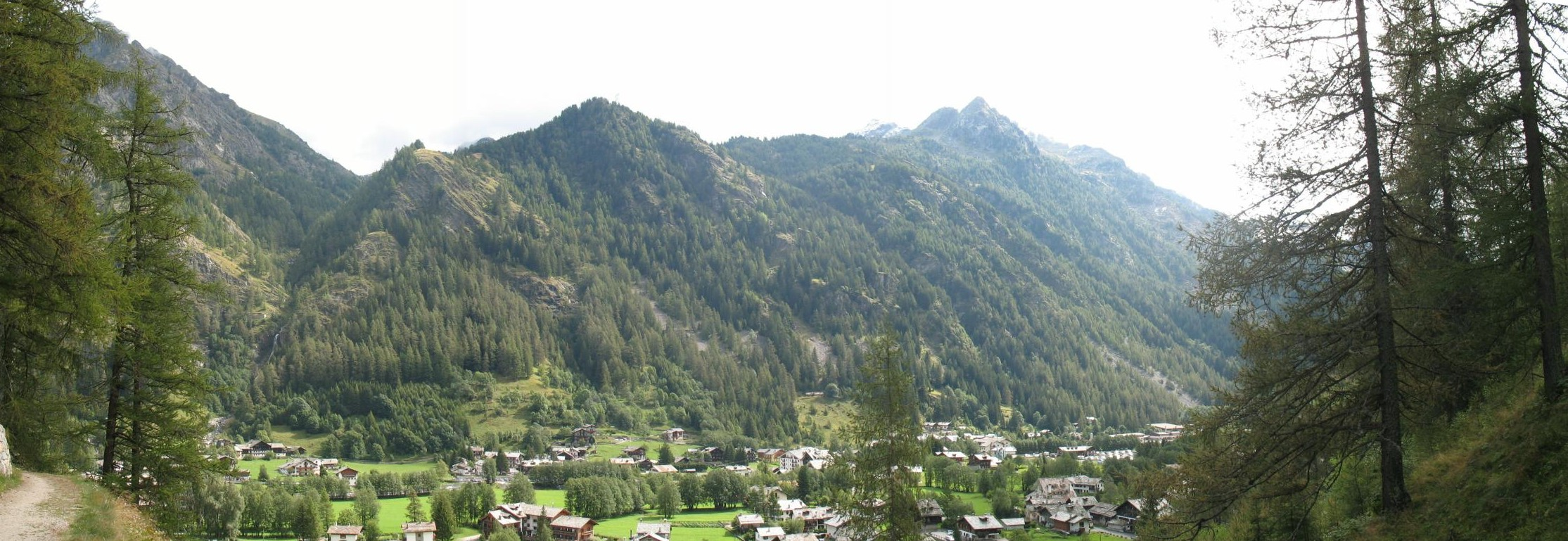
Panoráma
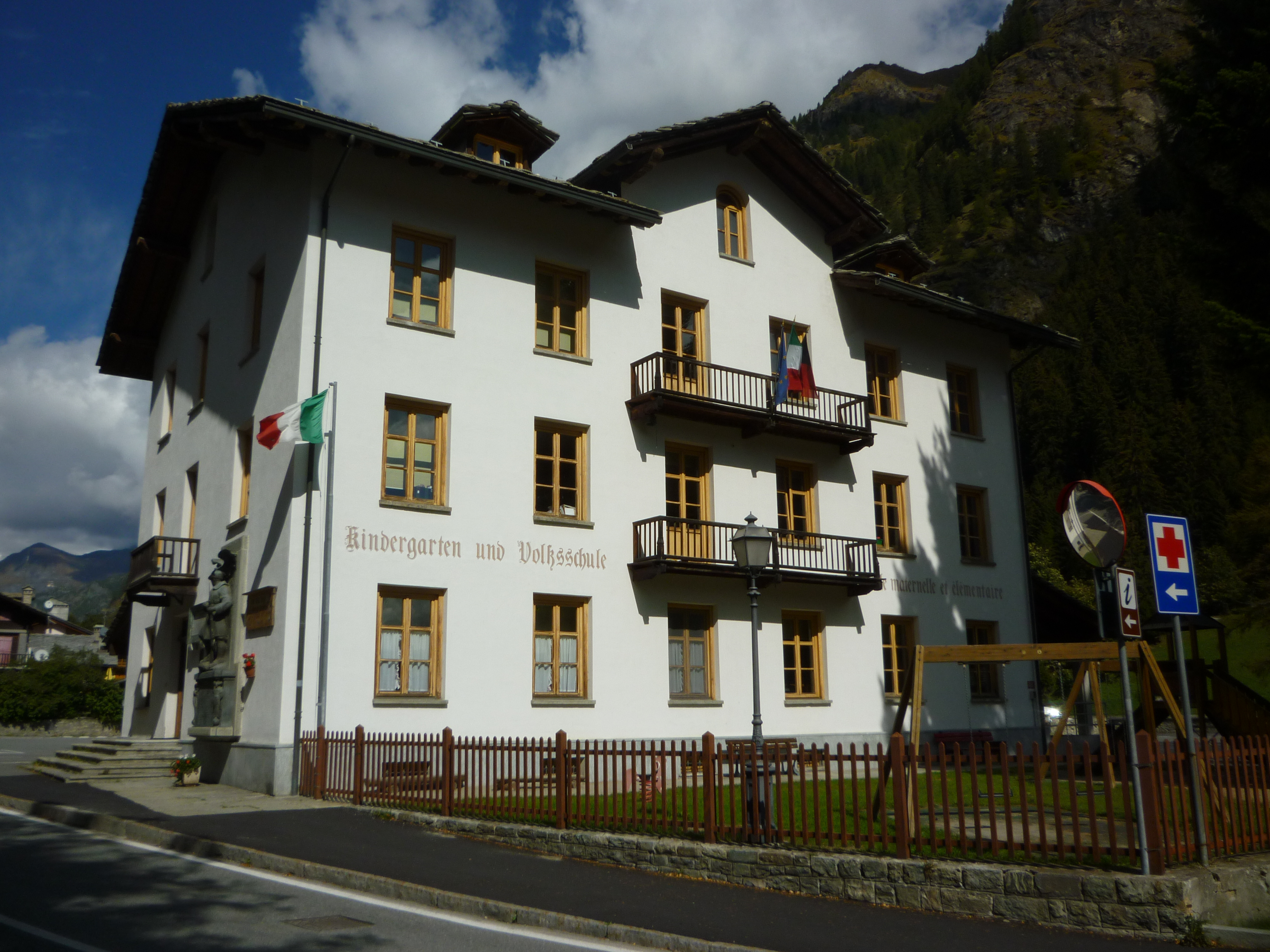
Óvoda és általános iskola
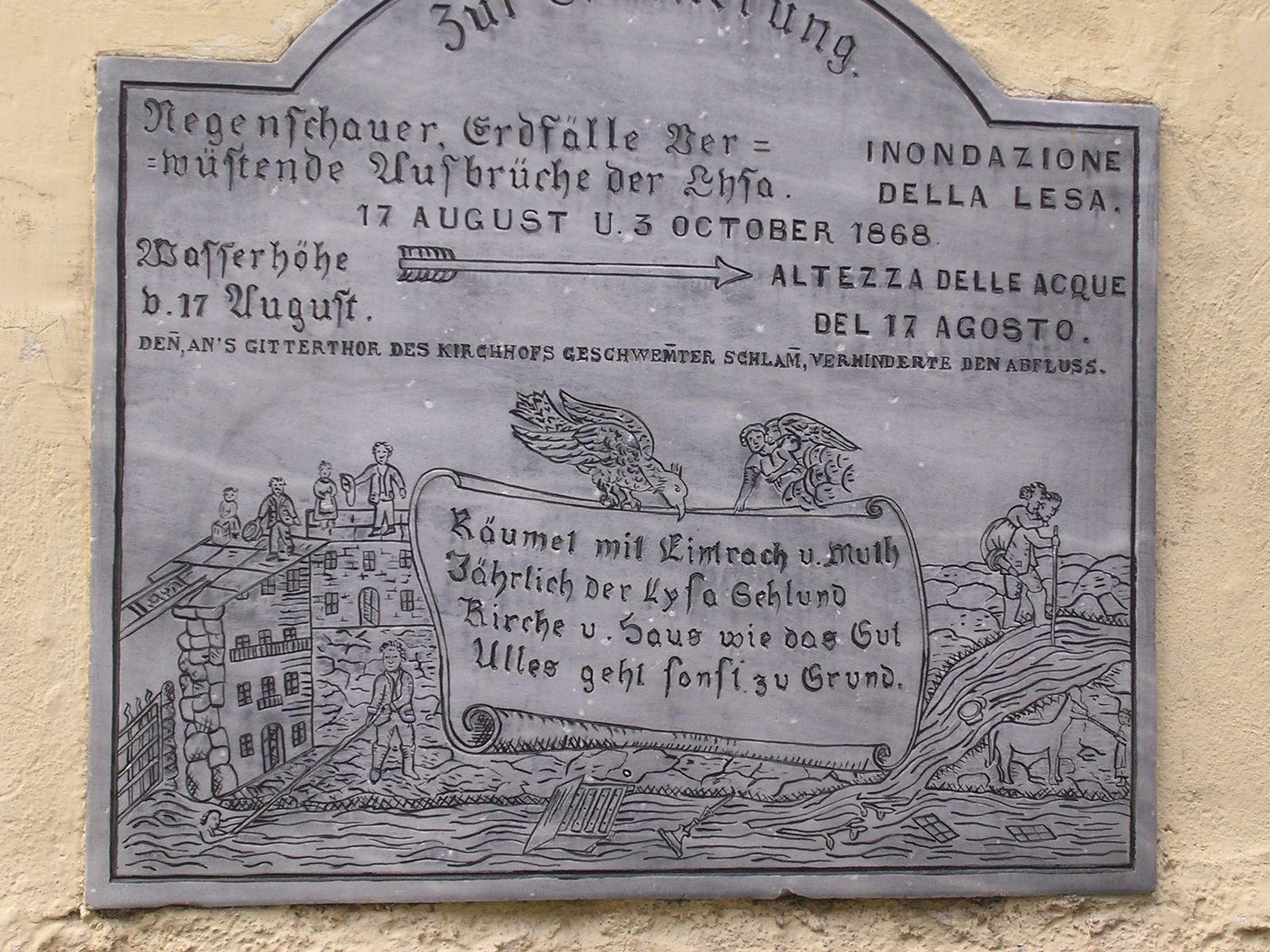
Az 1868-as árvíz emléktáblája
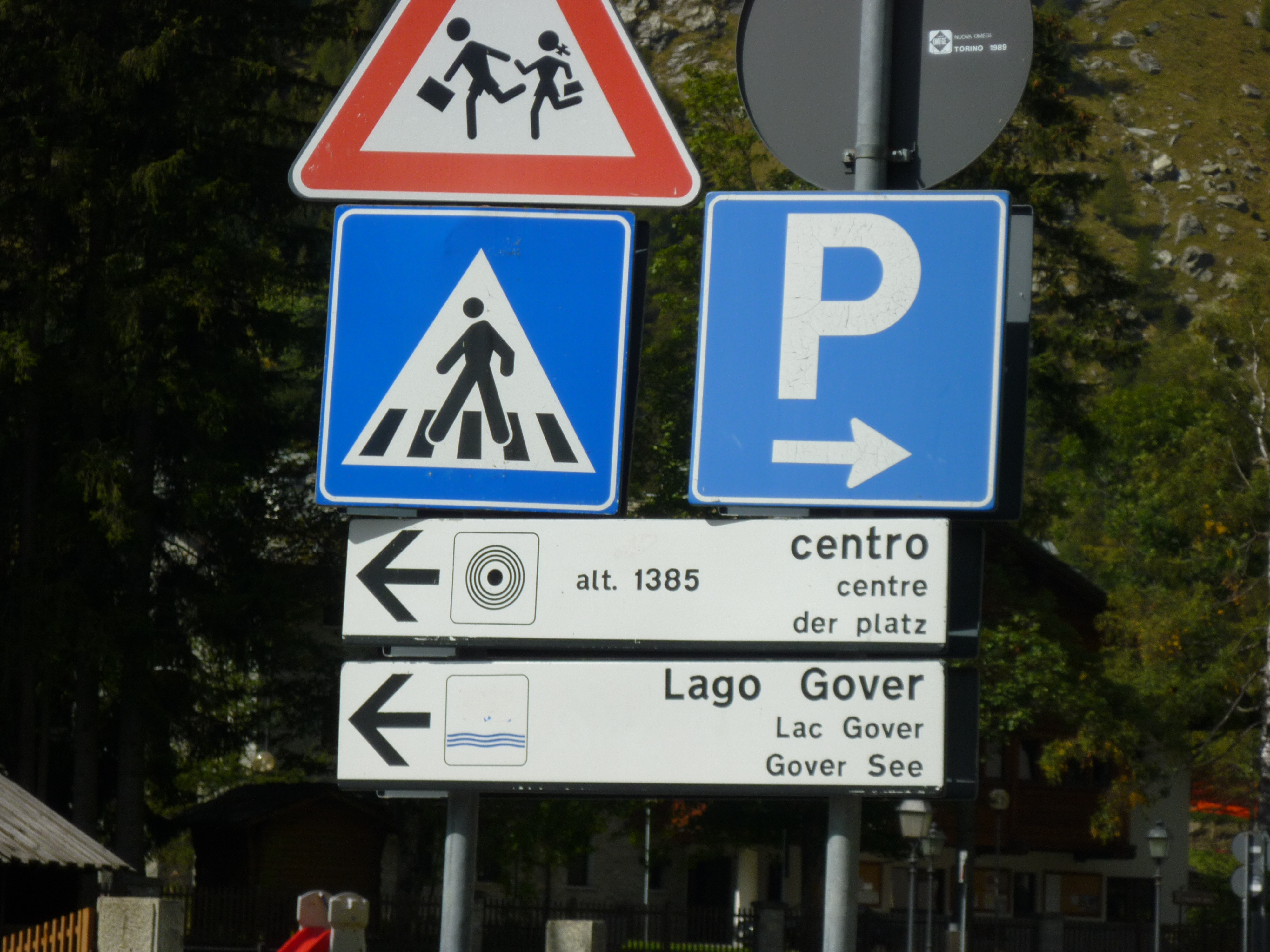
Háromnyelvű jelzőtáblák (olasz-francia-német)
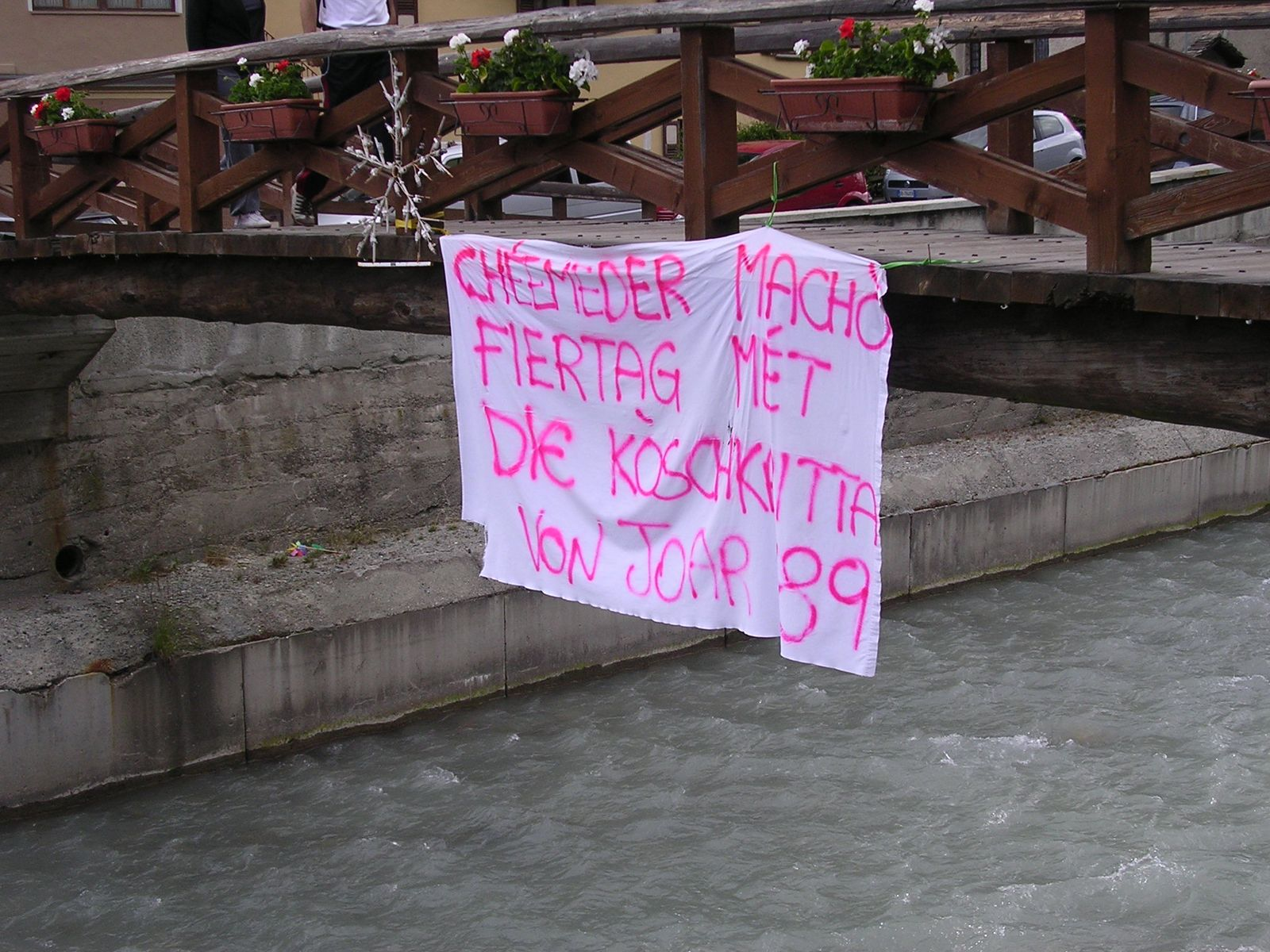
Titsch felirat